# Heorhyj Kitscha
Heorhij Serhijowytsch Kitscha (ukrainisch Георгій Сергійович Кіча; * 15. September 1990 in Kiew, Ukrainische SSR) ist ein ukrainischer Eishockeyspieler, der seit 2022 beim Kiew Hockey Club in der ukrainischen Eishockeyliga unter Vertrag steht.

## Karriere
Heorhyj Kitscha begann seine Karriere als Eishockeyspieler in seiner Heimatstadt Kiew, wo er zunächst im Jugendbereich des HK Sokil Kiew spielte. 2005/06 absolvierte er in der zweiten Mannschaft des Klubs, die damals in der Wysschaja Liga, der zweithöchsten belarussischen Eishockeyliga, spielte, seine ersten Spiele im Erwachsenenbereich. Anschließend wechselte seine Vereine im Jahrestakt, wobei er überwiegend für Mannschaften aus Kiew aktiv war. Er spielte aber auch immer wieder für den HK Bilyj Bars Bila Zerkwa sowie jeweils ein Jahr bei Sibirskja Snaiperi aus Nowosibirsk in der Molodjoschnaja Chokkeinaja Liga sowie den HK Lewy Lwiw aus der Westukraine. In der Rumpfsaison 2015 wurde er mit dem HK ATEK Kiew ukrainischer Meister. Nachdem er die Spielzeit 2016/17 HK Krementschuk verbracht hatte, wechselte er zu Steaua Bukarest in die rumänischen Eishockeyliga. Aber auch dort blieb der Wandervogel genauso, wie bei seinen folgenden Stationen in der Slowakei, der Türkei, seiner Heimatstadt Kiew und Charkiw nur ein Jahr. Seit 2022 spielt er für den neugegründeten Kiew Hockey Club in der ukrainischen Eishockeyliga. 

### International
Heorhyj Kitscha kam bei den U18-Weltmeisterschaften 2006, 2007 und 2008 sowie den U20-Weltmeisterschaften 2008, 2009 und 2010 für sein Heimatland jeweils in der Division I zum Einsatz.
Sein Debüt in der Herren-Nationalmannschaft gab er im Februar 2016 mit 25 Jahren in der Qualifikation für die Olympischen Winterspiele in Pyeongchang 2018. Obwohl die Ukrainer in der ersten Qualifikationsrunde knapp an Japan scheiterten, wurde er auch für das Turnier der Gruppe B der Division I Weltmeisterschaft 2016 nominiert und erreichte mit seinem Team den Wiederaufstieg in die Gruppe A der Division I, in der er bei der Weltmeisterschaft 2017 spielte.

## Erfolge und Auszeichnungen
- 2015 Ukrainischer Meister mit dem HK ATEK Kiew
- 2016 Aufstieg in die Division I, Gruppe A, bei der Weltmeisterschaft der Division I, Gruppe B